# Austwell
Austwell é uma cidade localizada no estado norte-americano de Texas, no Condado de Refugio.

## Demografia
Segundo o censo norte-americano de 2000, a sua população era de 192 habitantes. 
Em 2006, foi estimada uma população de 189, um decréscimo de 3 (-1.6%).

## Geografia
De acordo com o United States Census Bureau tem uma área de 
0,9 km², dos quais 0,9 km² cobertos por terra e 0,0 km² cobertos por água. Austwell localiza-se a aproximadamente 7 m acima do nível do mar.

## Localidades na vizinhança
O diagrama seguinte representa as localidades num raio de 44 km ao redor de Austwell. 